# Campeonato Carioca de Futebol de 1993 - Terceira Divisão
O Campeonato Carioca da Terceira Divisão de 1993 foi uma edição da terceira divisão do campeonato estadual de futebol profissional do Rio de Janeiro. A competição foi organizada pela Federação de Futebol do Estado do Rio de Janeiro (FERJ).
Ao final da disputa sagrou-se campeão o Apollo e vice-campeão o Lucas.

## Participantes
- Atlético Clube Apollo, de Arraial do Cabo
- Barra Futebol Clube, de Teresópolis
- Bela Vista Futebol Clube, de Niterói
- Esporte Clube Cachoeirense, de Cachoeiras de Macacu
- Esporte Clube Pau Grande, de Magé
- Associação Atlética Colúmbia, de Duque de Caxias
- Everest Atlético Clube, do Rio de Janeiro
- Floresta Atlético Clube, de Cambuci
- Esporte Clube Italva, de Italva
- Esporte Clube Lucas, do Rio de Janeiro
- Nilópolis Futebol Clube, de Nilópolis
- Sport Club União, do Rio de Janeiro